# Finn Meinel
Finn Meinel (* 10. November 1967 in Nuuk) ist ein grönländischer Jurist und Sportfunktionär.

## Leben
Finn Meinel ist einer von drei Söhnen des dänischen Funktechnikers Hans Erik Meinel und seiner grönländischen Frau Johanne Karoline Jacobine Kristine Berthelsen. Über seine Mutter ist er ein Großneffe des Schriftstellers Nikolaj Rosing (1912–1976). Schon in der Schule hatte er den Plan Jurist zu werden und nach dem Schulabschluss am Stenhus Gymnasium in Holbæk studierte er Jura an der Universität Kopenhagen. Während des Studiums war er als Vorstandsmitglied in der grönländischen Studentenorganisation DKIK (heute Avalak) tätig und arbeitete nebenher als dänischer Korrespondent für die grönländischen Fernsehnachrichten. Er schloss das Studium 1996 als cand.jur. ab und begann anschließend in der Anwaltskanzlei Malling & Hansen Damm zu arbeiten. 2003 machte er sich mit seiner eigenen Anwaltskanzlei selbstständig, arbeitete jedoch von 2005 bis 2007 mit seinen ehemaligen Arbeitgebern als Malling, Hansen Damm & Meinel zusammen. Nachdem er bereits jahrelang als Berater für grönländische Strafverteidiger fungiert hatte, ernannte ihn das dänische Justizministerium 2017 zum Landesverteidiger (Landsforsvareren i Grønland / Nunatta Illersuisuunera), ein extra für ihn geschaffenes Amt, das dazu dient die grönländischen Strafverteidiger zu beraten, auszubilden und zu beaufsichtigen.
Finn Meinel war von 2004 bis 2009 Aufsichtsratsmitglied bei Royal Greenland. 2005 war er Mitgründer der Privatschule in Nuuk (Nuuk Internationale Friskole). Er hat ein besonderes Interesse an Sport und war von 2004 bis 2015 Vorstandsmitglied von Team Grønland (ab 2010 Elite Sport Greenland), davon ab 2009 als Vorsitzender. Seit 2010 ist er als Trainer und Vizevereinsvorsitzender beim Fußballklub B-67 Nuuk tätig. Von 2009 bis 2021 war er Vorstandsmitglied von Grønlands Idrætsforbund und von 2019 bis 2021 Vorsitzender des grönländischen Fußballverbands KAK. Seit 2016 ist er südkoreanischer Honorarkonsul in Grönland.